# トイザクラ
トイザクラ（土肥桜）とは、静岡県伊豆市土肥（旧・土肥町）で植栽されている、カンヒザクラ（寒緋桜）系の早咲き桜の一種。赤みが強い花弁の紅種と、淡い白紅色の白種がある。

## 概要
1958年（昭和33年）に、北海道大学の名誉教授だった小川義雄が、土肥町南部の小下田（こしもだ）で開院していた佐藤医師の診療室で発見し、接ぎ木で増やしたものとされる。
開花時期は、1月中旬〜2月中旬で、最も有名な早咲き桜であるカワヅザクラ（河津桜）より1ヶ月ほど早く、アタミザクラなどと共に、（年明け後における）日本一の早咲き桜と称される。

## 名所・イベント
例年、開花時期に合わせて1月下旬〜2月上旬に、松原公園芝生広場にて「土肥桜まつり」が開催されている。
- 万福寺（萬福寺）
- 清雲寺
- 土肥神社
- 松原公園 - 「土肥桜まつり」会場。
- 土肥金山
- 丸山スポーツ公園 - 原木がある。
- 恋人岬